# Yuan Jiayong
Yuán Jiāyōng (袁家镛; 1905—1991) fue un político y estadista chino, y miembro del grupo de los veintiocho bolcheviques. Utilizó el pseudónimo de Yuan Mengchao.

## Biografía
Yuan Jiayong nació en agosto de 1905 en Ziyang (Sichuán). Tras estudiar en la Universidad Sun Yat-sen de Moscú, en la Unión Soviética, regresó a China y encabezó el Comité de Jiangsu del Partido Comunista Chino. En junio de 1934, Yuan, Li Zhusheng y Du Zuoxiang (otros dos miembros de los Veintiocho Bolcheviques) fueron detenidos por el Kuomintang. En noviembre, Yuan salió en libertad bajo fianza.
En noviembre de 1936, empezó a editar las revistas Cultura del mundo (世界文化) y Cultura sinosoviética (中苏文化). En 1947, trabajó de profesor de la Facultad de Derecho de Shanghái; en 1949, hizo lo propio en la Universidad de Finanzas y Economía de Shanghái. En 1958, se trasladó a Changchun, en la provincia de Jilin, donde fue profesor y director del departamento de investigación de la Universidad de Finanzas y Comercio. A partir de 1978, dirigió el departamento de finanzas de la misma universidad.
En 1986, el Partido Comunista Chino reexaminó su historial y volvió a admitirlo en sus filas.
Yuan Jiayong fue miembro del 3.er, 5.º y 6.º Comité Nacional de la Conferencia Consultiva Política del Pueblo Chino (CCPPC).
Falleció en 1991.